# Пелегрина
«Пелегрина» (La Pelegrina) или «Пеллегрина» (La Pellegrina) — овальная жемчужина из собрания князей Юсуповых, которая была продана князем Феликсом женевскому ювелиру Жану Ломбару в 1953 году. Название юсуповской реликвии отсылает к превышающей её в два раза своими размерами жемчужине «Перегрина», с которой её часто путали как историки, так и сами владельцы.
Фишер фон Вальдгейм в 1818 г. напечатал «Опыт о несравненной жемчужине, принадлежащей братьям Зосимам». В московском собрании греческих ювелиров Зосима учёного сразила жемчужина «Пелегрина» правильной сферической формы. Владельцы рассказали ему, что сокровище было приобретено ими в Ливорно у английского адмирала, прибывшего из Индии. Судя по форме, это не могла быть та жемчужина, которую купил Николай Борисович Юсупов в 1826 году.
Юсуповы изрядно преувеличивали размеры принадлежащей им жемчужины. В связи с этим журнал Harper's Magazine в 1866 году оценивал их сокровище в  полмиллиона долларов. В конце XIX века нью-йоркский ювелир Генри Хиллер (1838—1926), наводивший в Петербурге справки об этой драгоценности, вышел на две равно прекрасные грушевидные жемчужины, которых называли «Пелегринами».
Барон Твайнинг в фундаментальном труде «History of the Crown Jewels of Europe» выдвигает гипотезу о тождестве юсуповской «Пелегрины» с т. н. «королевой жемчужин» (фр. Reine des Perles), которая была найдена в Панамском заливе, попала в испанскую казну и была отдана испанским королём Филиппом IV в приданое за своей дочерью по случаю её брака с Людовиком XIV, но бесследно исчезла после кражи из Гард-Мёбль.